# Аномодон длиннолистный
Аномо́дон длинноли́стный (лат. Anomōdon longifōlius) — крупный желтовато-зелёный мох семейства Аномодоновые (Anomodontaceae).

## Описание
Растение создаёт рыхлые подушковидные дерновинки тёмно-зелёного цвета, матовое. Стебель от 3 до 5 см, всесторонне облиственный. 
Листья сухие прилегающие, во влажном состоянии быстро отгибающиеся, 1,5—2,2 мм длиной, из яйцевидно-ланцетного основания длиннозаострённые, жилка почти до верхушки листа; клетки с одной центральной папиллой. 
Ножка до 7 мм, коробочка 1,5 мм длиной. Перистом во влажном состоянии прямостоячий, в сухом закрывает устье коробочки, сильно редуцированный. Спороношение весной. Споры 10—15 мкм.

## Ареал и среда обитания
Распространён на большей части Европы, за исключением севера, на Кавказе, в северном Иране, на северном Алтае, в Кузнецком Алатау и на севере Западного Саяна, и затем после значительного перерыва — в Приморье, Приамурье, на северо-востоке Китая и в Японии. На европейской части России встречается в районах распространения широколиственных лесов.
Как правило, произрастает в старовозрастных широколиственных лесах на стволах старых широколиственных деревьев, изредка встречается также в тени на известняках.

## Охранный статус
Включён в Красные книги ряда субъектов РФ, среди которых: Москва, Московская область, Ростовская область, Татарстан и другие.